# Józsefvárosi Jézus Szíve-templom
A Józsefvárosi Jézus Szíve-templom egy magyar műemlék templom Budapest VIII. kerületében.

## Története
A Budapest VIII. kerületi Horánszky utca 18–22. szám alatti épület 1888–1891-ben épült Kauser József tervei szerint, Kauser Gyula kivitelezésében neoromán, de gótikus elemeket is felhasználó stílusban egyházi és főnemesi hozzájárulással. Külsejét jellegzetes vörös tégla borítja. A templomot 1909-ben szentelték csak fel, és az 1945 utáni szocialista hatalomátvételig ez volt a budapesti jezsuita élet központja. A szocializmus bukását követően, 1989-ben visszakapta a jezsuita rend.

## Képtár

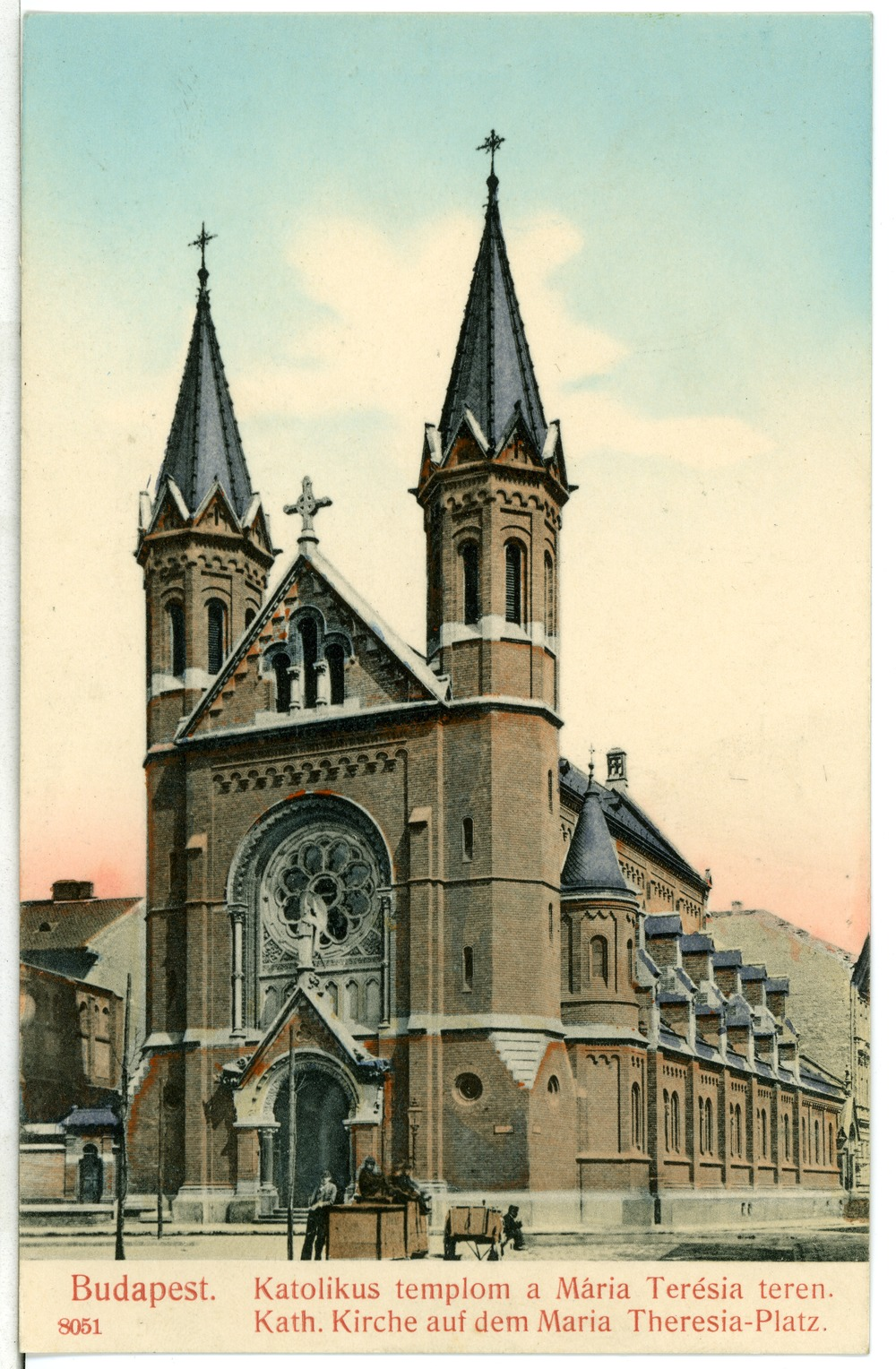
XX. század eleji képeslap
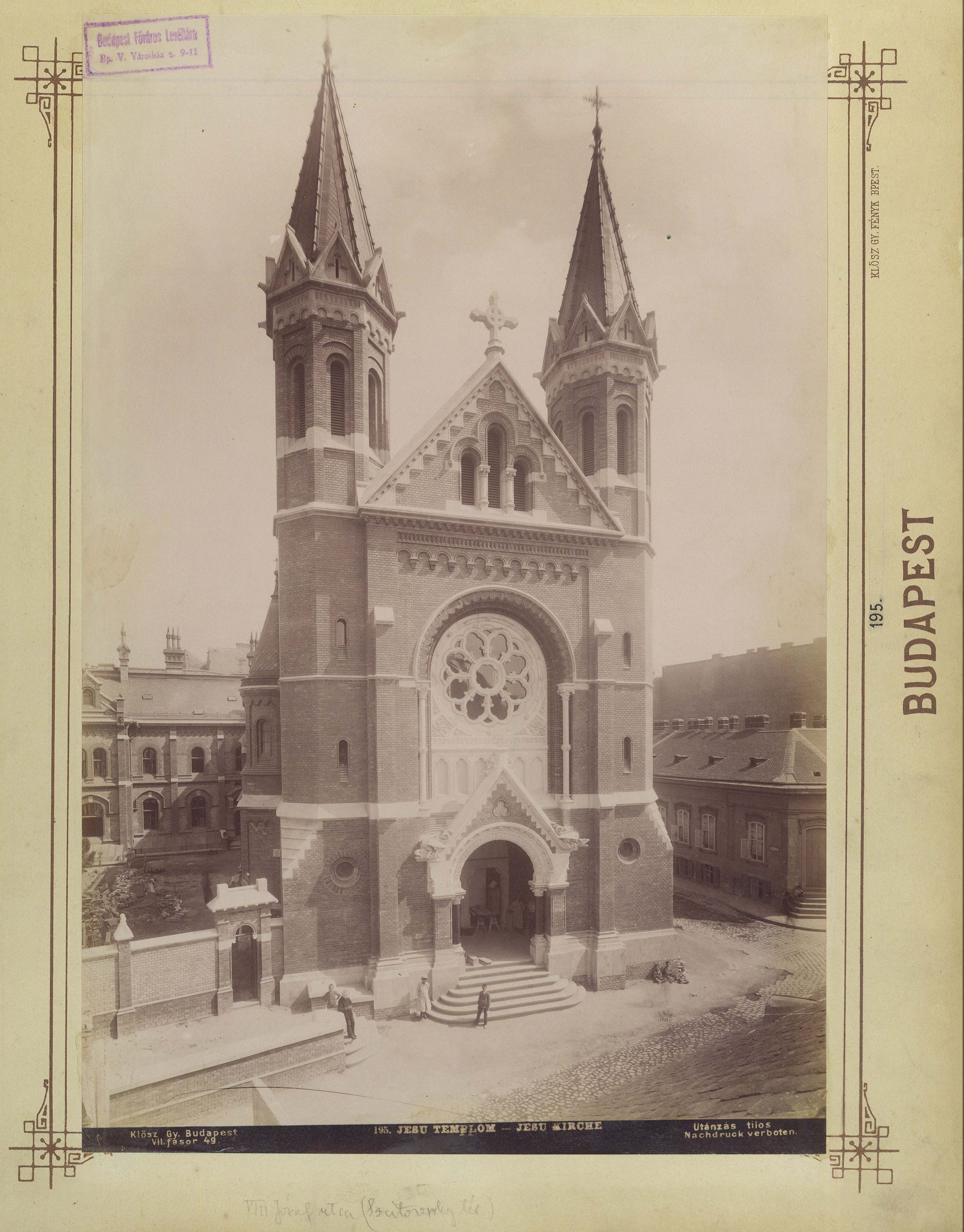
XX. század eleji képeslap
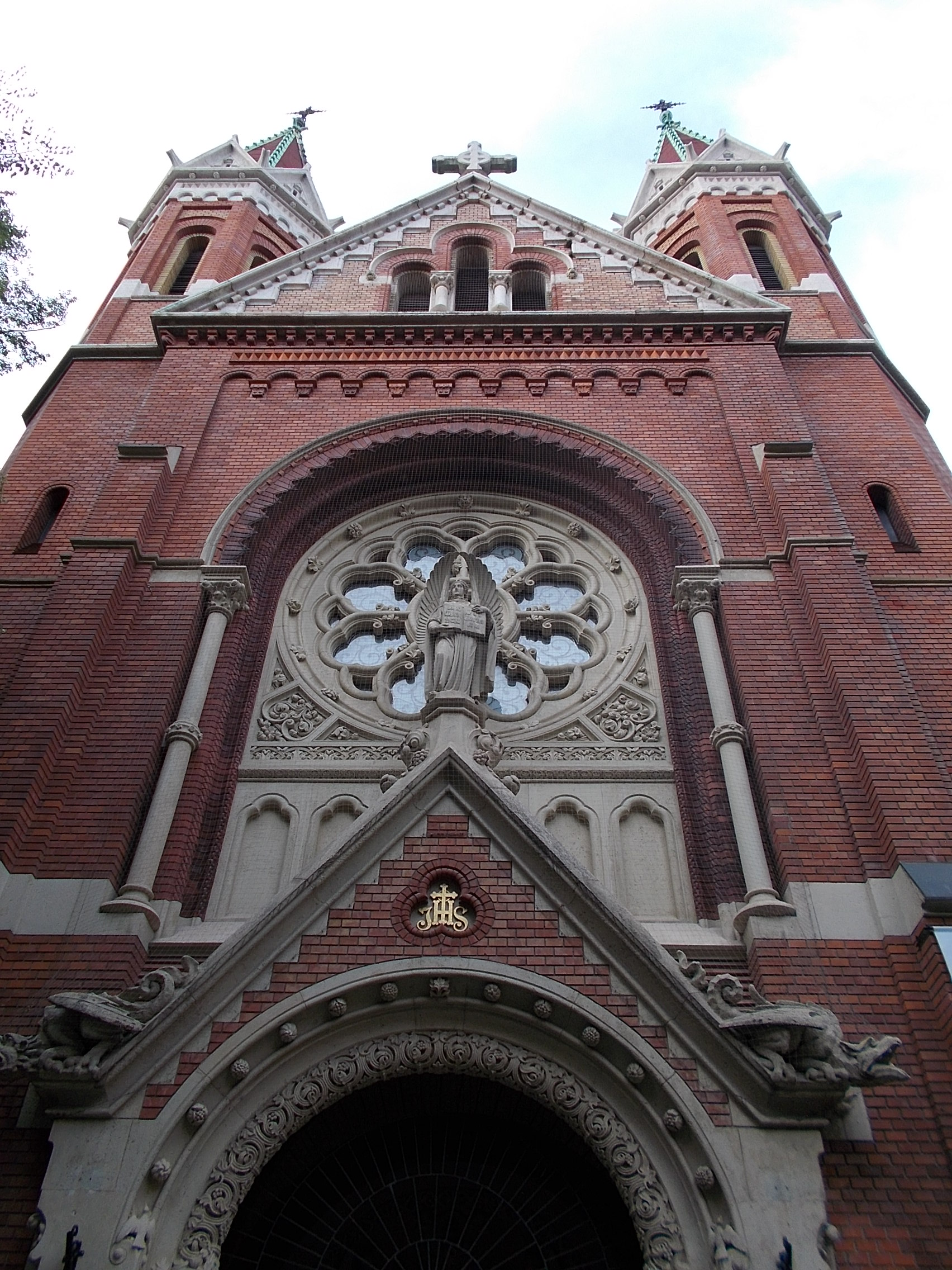
Homlokzat
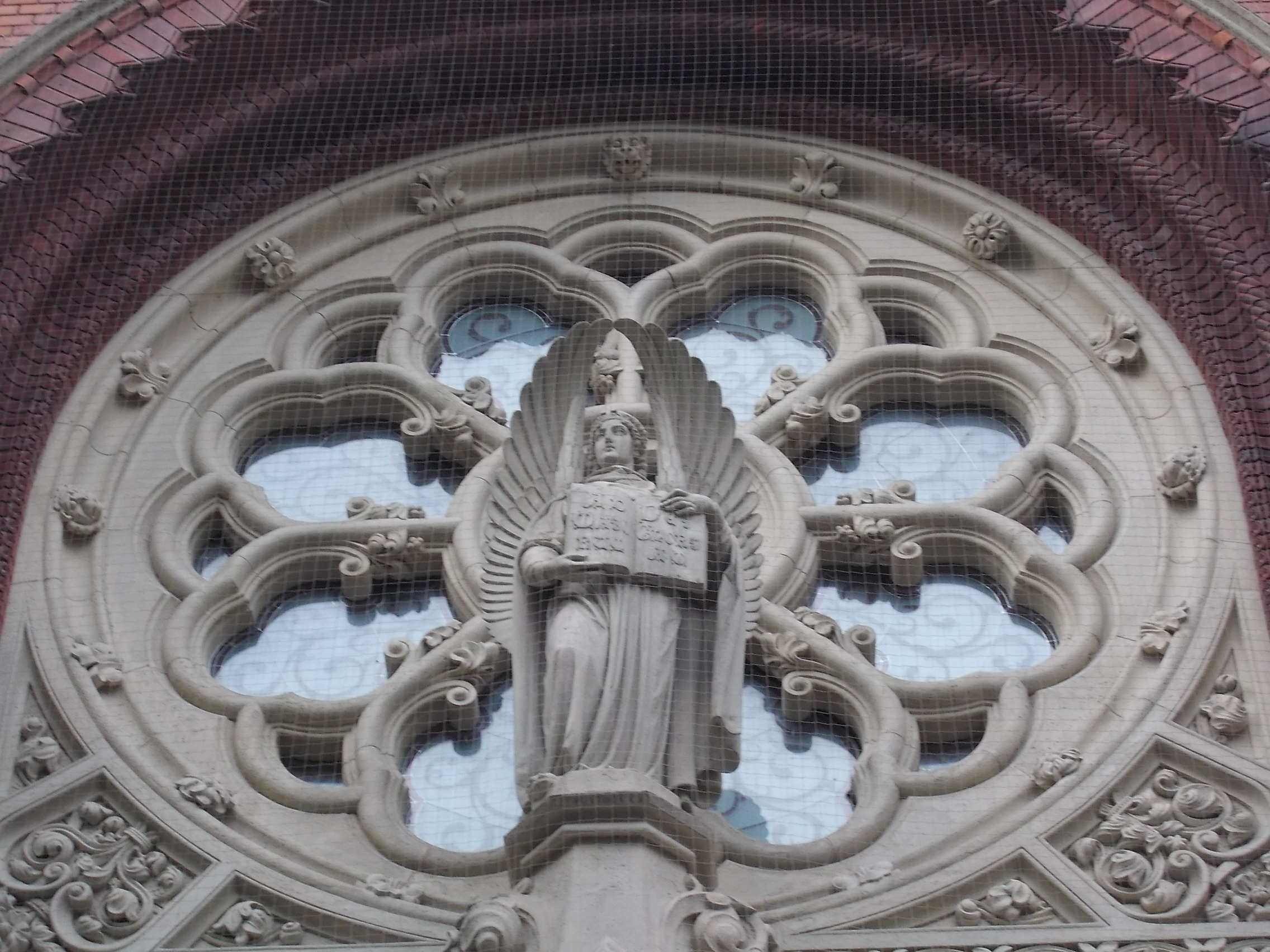
Rózsaablak
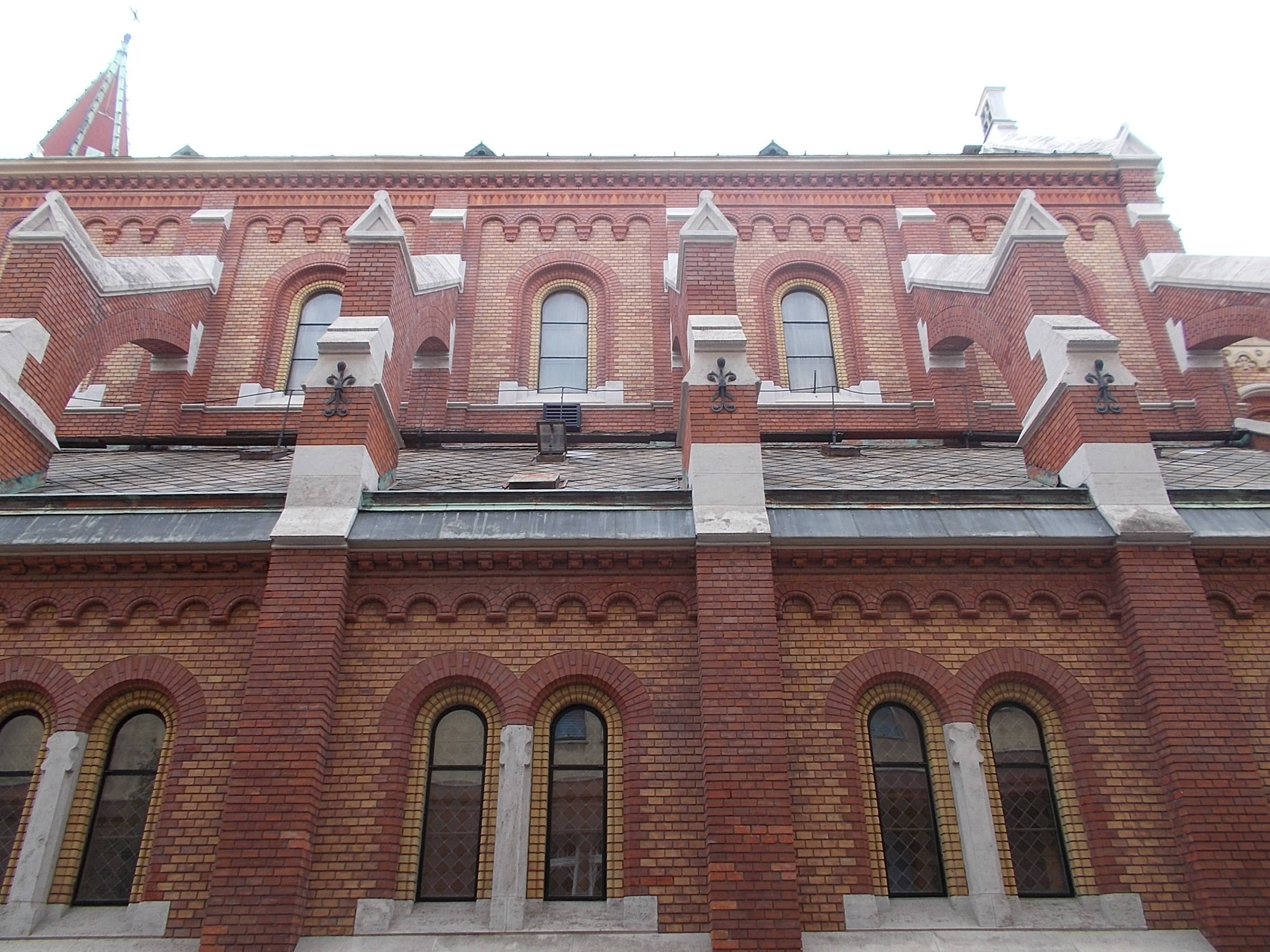
Az épület oldala
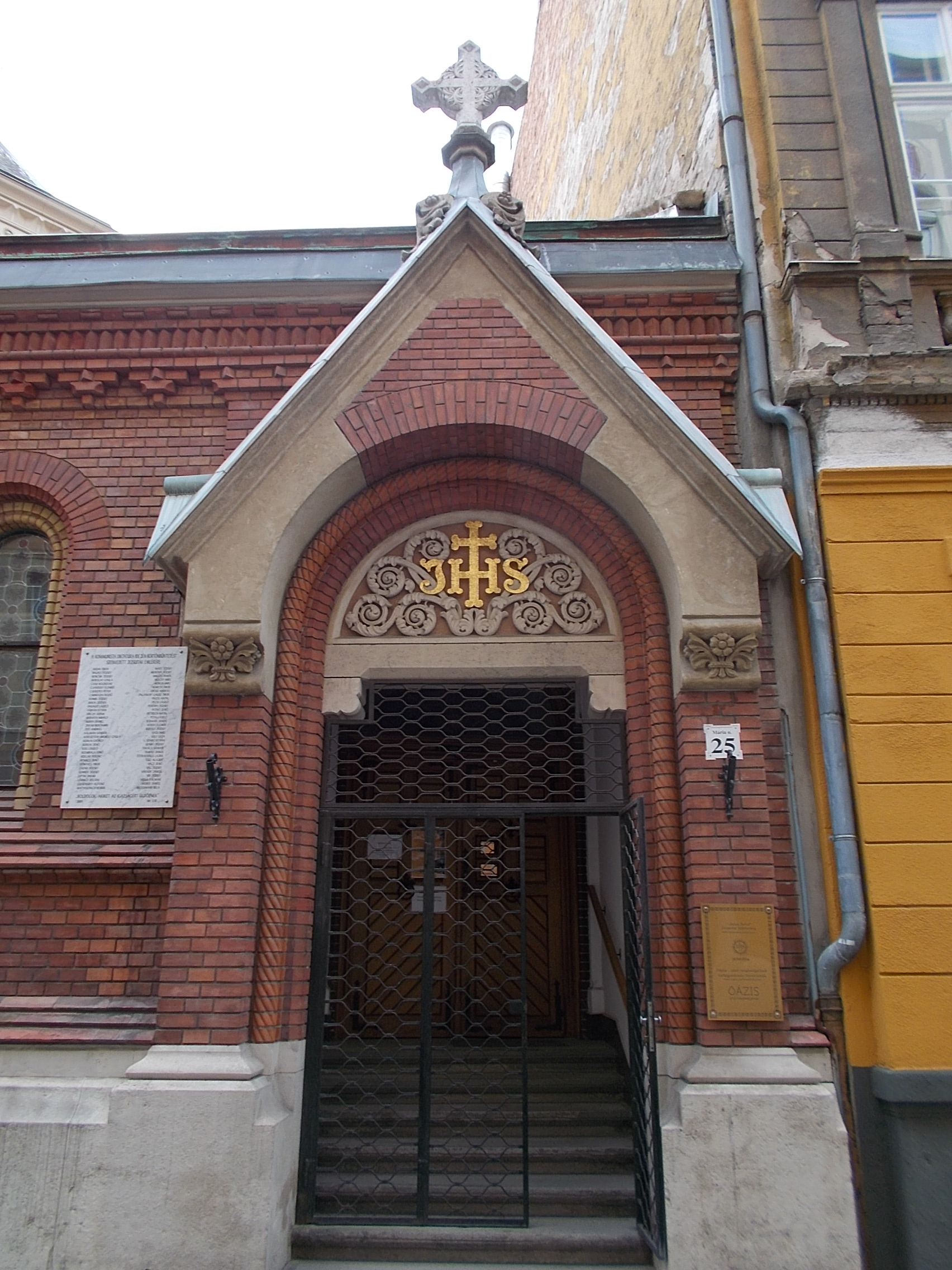
Mellékkapu
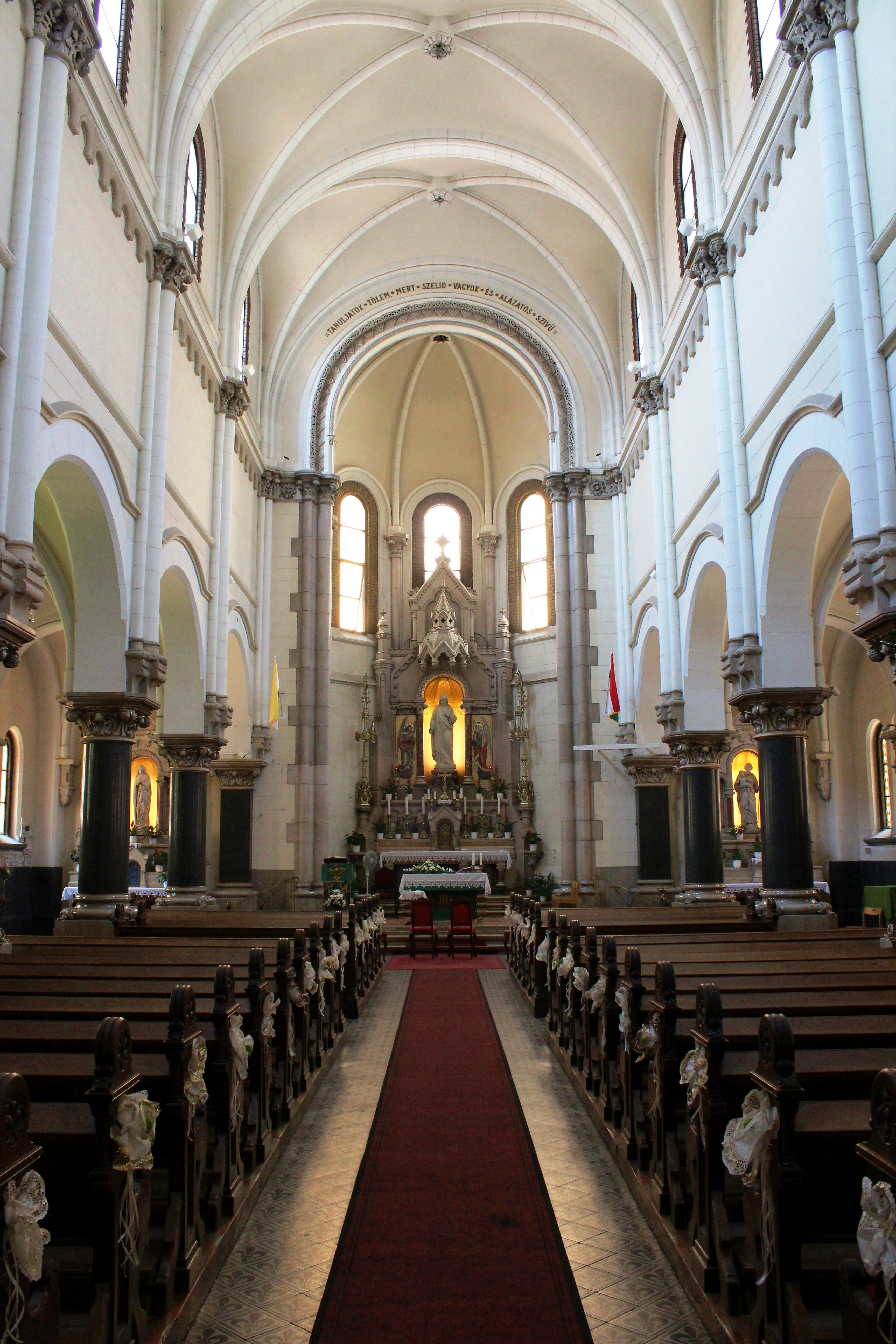
Belső tér
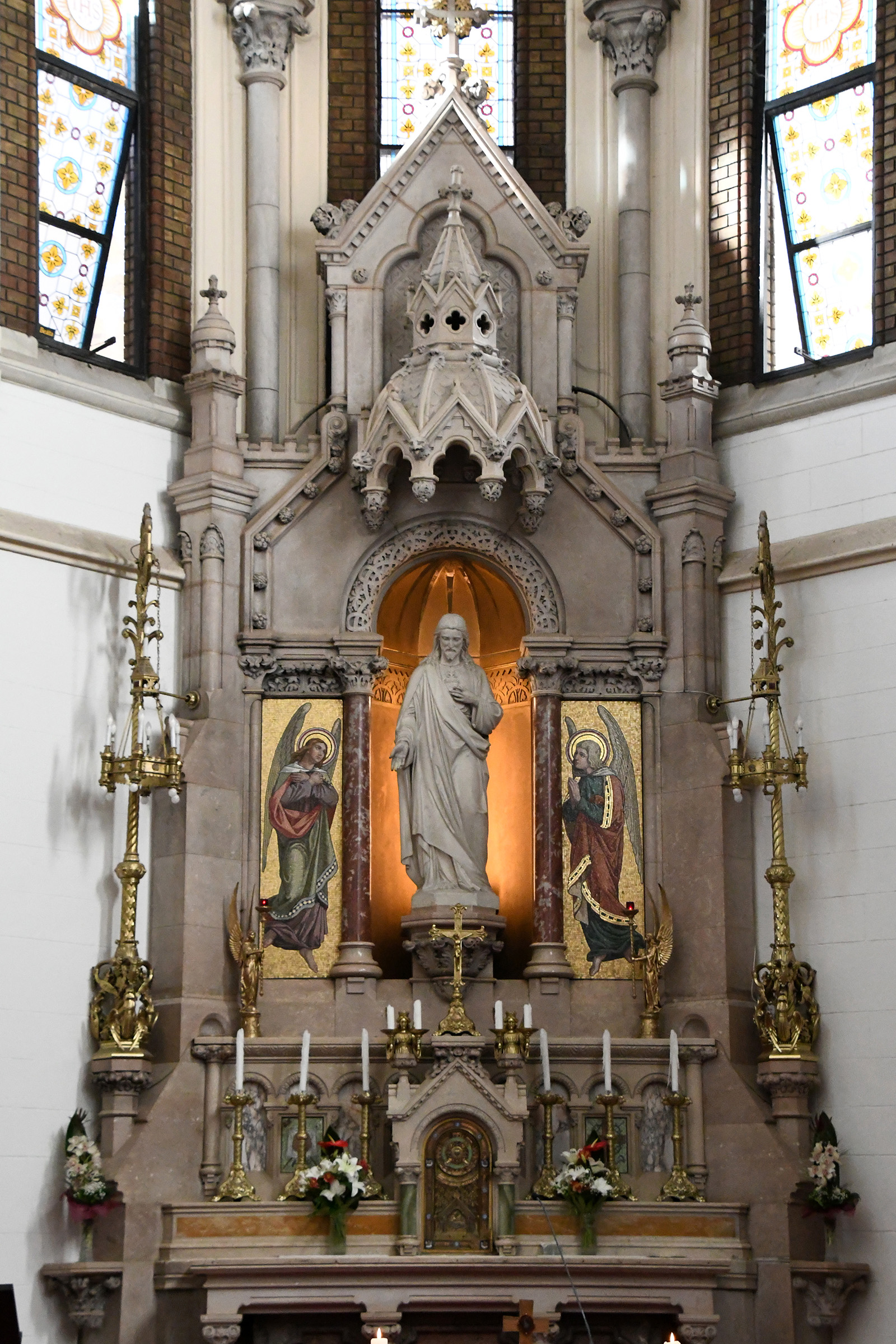
Főoltár
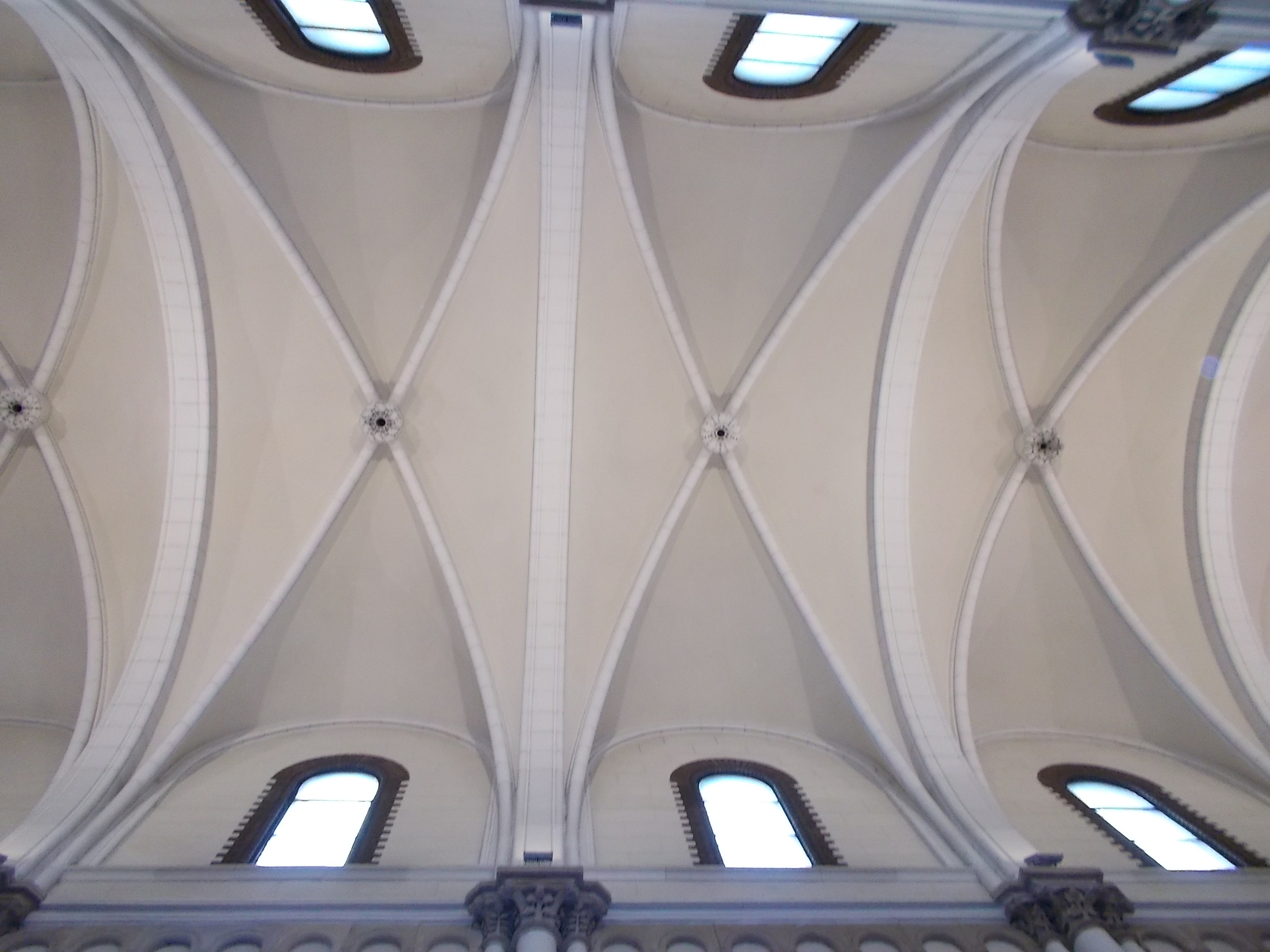
Boltozat
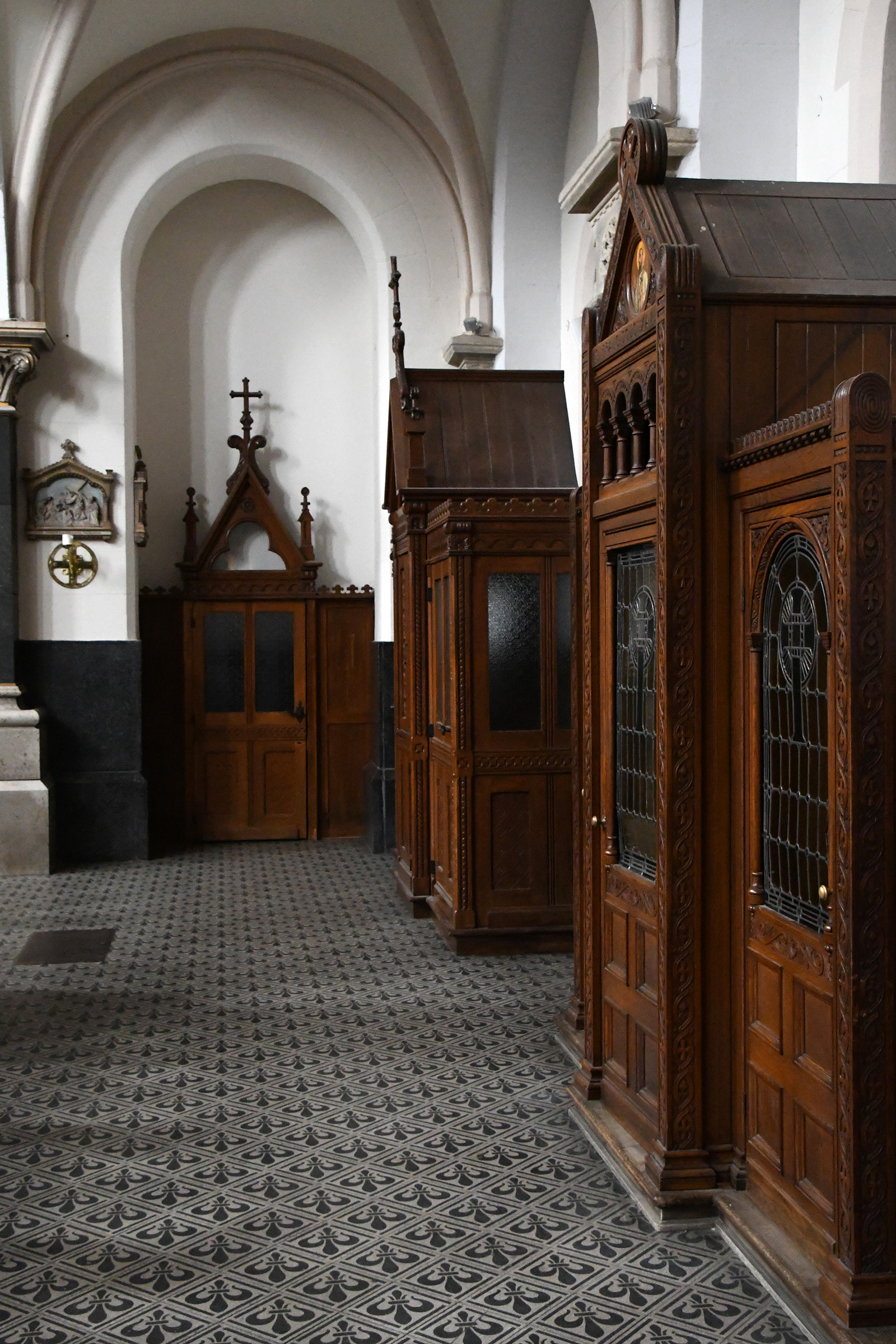
Gyóntatószékek
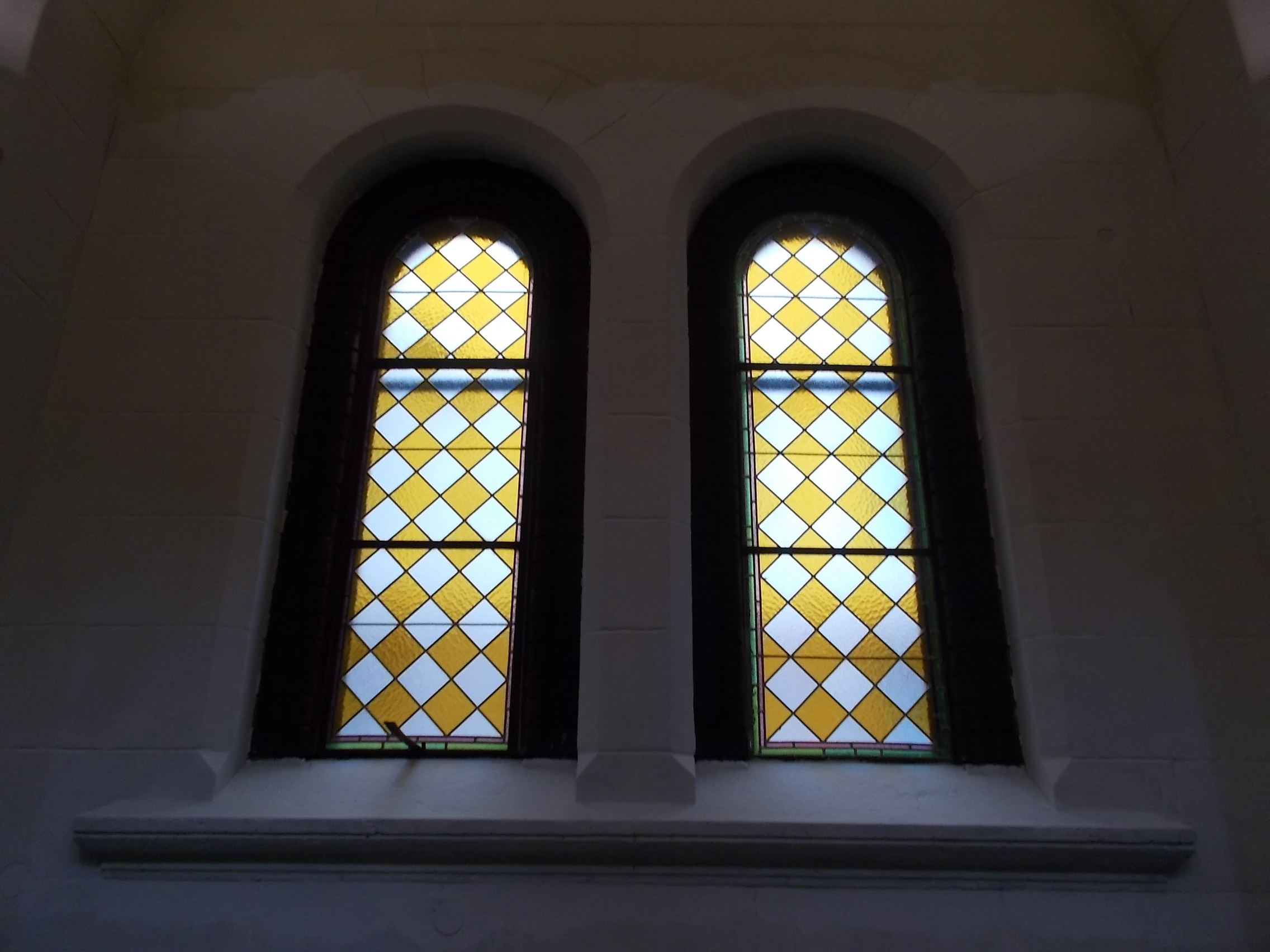
Üvegablakok
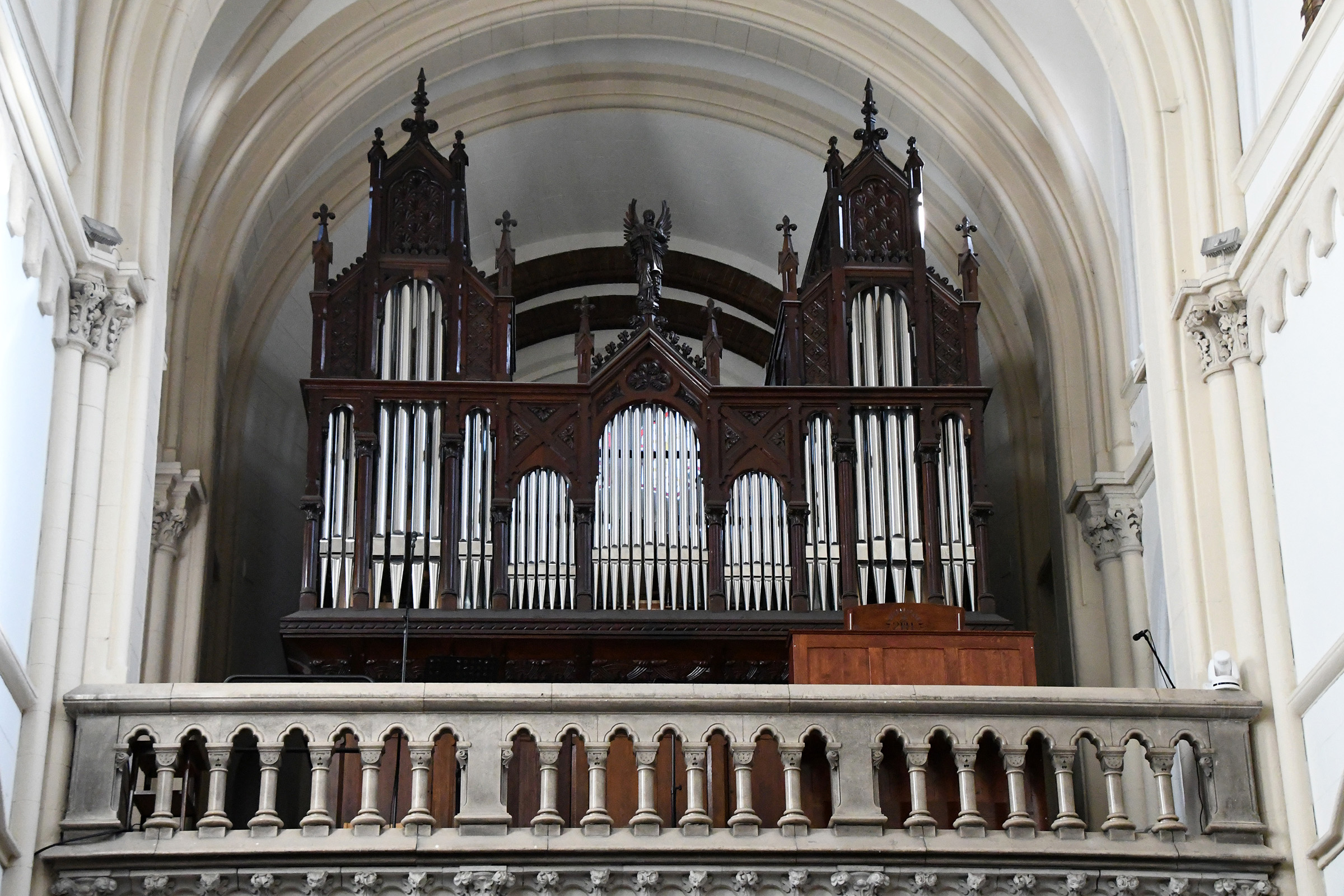
Orgona a karzaton